# Mammillaria oteroi
Mammillaria oteroi es una biznaga de la familia de los cactos (Cactaceae). La palabra Mammillaria viene del latín mamila: pezón o teta, y de aria: que posee, lleva; es decir: ‘que lleva mamilas’, refiriéndose a los tubérculos.

## Nombres comunes
- Español: biznaga de Otero,[3] biznaga ganchuda.

## Descripción
Es un cactus que tiene crecimiento simple a ramificado. Sus tallos son de forma globosa, de 2 a 3 cm de altura y de 3 a 4 cm de diámetro. Las protuberancias del tallo (tubérculos) son cilíndricos, de color verde claro y presentan jugo acuoso, el espacio entre ellos (axilas) tienen lana y cerdas (pelos). Los sitios en los que se desarrollan las espinas se denominan  aréolas, en esta especie tienen forma circular, con más o menos 10 a 15 espinas, generalmente presenta una en el centro de la aréola (central) ganchuda, pardo rojiza, mientras que las espinas de la orilla (radiales) son blancas. Las flores son pequeñas y tienen forma de embudo campanulado, miden de 14 a 16 mm de longitud y son de color blanco amarillento. Los frutos tienen forma globosa, son rojo brillantes y las semillas de color negro. Es polinizada por insectos y se dispersa por semillas.

## Distribución
Esta especie es endémica México, se distribuye en el estado de Oaxaca, en la Mixteca, en la cuenca alta del río  Papaloapan y la cuenca del río Atoyac.

## Hábitat
Se desarrolla entre los 1700 a 2400 m s. n. m., en bosques de encinos (Quercus).

## Estado de conservación
Debido a sus características, esta especie ha sido extraída de su hábitat para ser comercializada de manera ilegal, aunque no se tiene cuantificación del daño que esto ha producido a las poblaciones. Se considera en la categoría Amenazada (A) en la Norma Oficial Mexicana 059. En la lista roja de la UICN se considera Vulnerable (VU).

## Importancia cultural y usos
Ornamental